# Căpleni
Căpleni é uma comuna romena localizada no distrito de Satu Mare, na região histórica da Transilvânia. A comuna possui uma área de 30.86 km² e sua população era de 3150 habitantes segundo o censo de 2007.